# 吾妻光良 & The Swinging Boppers
吾妻光良 & The Swinging Boppers（あづまみつよし・アンド・ザ・スウィンギン・バッパーズ）は日本のジャンプ・ブルース・バンド。

## 来歴
1979年秋、早稲田大学理工学部の音楽サークル「ロッククライミング」に所属していた吾妻光良（1956年2月29日 - ）が、当時交流のあったモダンジャズ研究会のメンバーと共に、卒業記念の思い出づくりとしてビッグバンドのコンサートを企画したのが始まり。大学卒業と同時に解散の予定だったが、あまりの楽しさに味をしめ9か月後に再結成。以後不定期に活動を行うことになる。
1983年、デビュー作『スウィング・バック・ウィズ・ザ・スウィンギン・バッパーズ』をリリース。収録曲は、全曲英語によるブルース、ジャズのカバー曲だった。収録曲の1曲キャブ・キャロウェイの「Que Pasa Chica」は日本語の歌詞でもレコーディングされ、「おいこらお嬢ちゃん」のタイトルでシングル盤としてリリースされた（アルバムCD化に際してボーナス・トラックとして追加収録）。
1988年、2枚目となる『ヘップキャッツ・ジャンプ・アゲイン』をリリースするが、このアルバムから「極楽パパ」、「ゴミの日来るまで」など、独特のユーモアに溢れた日本語によるオリジナル曲が登場するようになった。またアルトサックスの渡辺康蔵がこのアルバムでボーカル・デビューを果たしている。このアルバムのレコーディングのあとピアニストの堀江浩之介が脱退。後任として、ローラー・コースターのピアニスト、早崎詩生が加入した。
1991年、大手のビクターへ移籍し、3枚目『ストンピン&バウンシン』をリリースした。前作より更に日本語の曲が増え、10曲中8曲が日本語で歌われている。最後に収録された「ほんじゃね」は、脱退した堀江浩之介に捧げられている。
ビクターへの移籍後もマイペースで活動し続け、ライブ活動は「年に4回くらい」と非常に少ないままであった。そして、次のアルバムの完成までには、11年という歳月が流れた。
2002年、久々の新作『Squeezin' & Blowin'』をリリース。「やっぱり肉を喰おう」「刈り上げママ」など収録曲の多くは、アルバムのリリース以前にライブでの定番レパートリーとなっていたものである。前者は「クジラもドンドンつかまえちゃお」という歌詞にビクターからクレームがつき、「ついでにお前も喰っちゃおう」と変更されてレコーディングされている。このアルバムのリリース後、ライブ活動の頻度も上がり、地方公演も以前より多く組まれるようになった。
2006年、通算5枚目となる『Seven & Bi-decade』をリリースする。このタイトルは結成後27年目という意味である。このアルバムには、ライブで演奏されていて収録が期待されていた数曲の収録が見送られている。中でもカウント・ベイシー楽団の「Did You See Jackie Robinson Hit That Ball」に大相撲の取組の歌詞を乗せた「栃東の取り組み見たか」はライブでも盛り上がる抱腹絶倒の内容だが、原曲の権利者から使用に関する返事がなかったために収録ができなかった
2007年、バンドのディレクターを務めていた湯川治往がビクターを定年退職。バンドもビクターから、湯川が新たに立ち上げたHOT RIVER RECORDSへ移籍。
同年9月22日、23日と鶯谷の東京キネマ倶楽部で単独ライブを決行。これはバンド史上初の2日間連続公演だった。このときの模様はレコーディングされ、2009年1月、ライブCD『Sweatin' Ballroom / Jumpin' At The Cuckoo Valley』として、また同年6月にはライブDVD『STAGE & BACKDOOR / Jumpin' At The Cuckoo Valley』としてそれぞれリリースされている。
2009年には結成30周年を迎え、東名阪CLUB QUATTROツアーを敢行。
吾妻は、退職後の2021年にはプロ入り宣言をしている。

## 特徴
- リーダーの吾妻は、1977年から『Player』にて「ぶる〜すギター高座」の前身となるスライドギター講座の連載を開始し[7]、その後も各所でブルース分野に関する執筆を続けている、このジャンルを代表する評論家でもある。
  - 一方で、本業では1980年より日本テレビの社員として音声担当となった後、子会社日テレ・テクニカル・リソーシズの代表取締役、日本テレビ本体の技術統括局長、執行役員、上席執行役員総務局長などを務めた。2014年からはフォアキャスト・コミュニケーションズの代表取締役、2016年度から2020年度まで日本デジタル放送システムズ[8]代表取締役社長。
  - 吾妻の実兄はギタリストのジョージ吾妻（キラーギターズ創設者）[9]。ともに麻布高校を卒業している。
  - ギターを始めたのは小学2年生[9]。
- 吾妻に限らずメンバーのほぼ全員が音楽の他に定職を有している。そのため仕事の都合で一部のメンバーが欠席し、代役を立ててライブを行うことも珍しくない（ただし吾妻・牧・岡地・早崎の4人に関しては、ほぼ固定）。
  - コンパクトな編成でのライブ出演もしており、「吾妻光良トリオ」や、カリプソを取り入れた「吾妻光良 & The Rocking Calypsonians（ロッキン・カリプソニアンズ）」（「プチ・バッパーズ」とも）など別名義での活動もある。
- ビクター移籍以降の作品には、全て頭文字がSとBから成るタイトルが付いている。これは、スウィンギン・バッパーズの頭文字にかけたものである。

## ディスコグラフィー

### アルバム
| 枚  | 発売日          | タイトル                                                    | レコード会社                  |
| --- | --------------- | ----------------------------------------------------------- | ----------------------------- |
| 1st | 1983年 3月5日   | 『Swing Back With The Swinging' Boppers』                   | VIVID SOUND                   |
| 2nd | 1988年 4月25日  | 『HEPCATS JUMP AGAIN』                                      | VIVID SOUND                   |
| 3rd | 1991年 10月21日 | 『STOMPIN' & BOUNCIN' THE GREAT VICTOR MASTERS 1990～1991』 | Victor                        |
| 4th | 2002年 2月21日  | 『Squeezin' & Blowin'』                                     | Victor                        |
| 5th | 2006年 8月23日  | 『Seven & Bi-decade』                                       | Victor                        |
| 6th | 2009年 1月18日  | 『Sweatin' Ballroom / Jumpin' At The Cuckoo Valley』        | HOT RIVER RECORDS             |
| 7th | 2013年 9月21日  | 『Senior Bacchanals』                                       | HOT RIVER RECORDS             |
| 8th | 2019年 5月22日  | 『Scheduled by the Budget』                                 | Sony Music Associated Records |
| 9th | 2024年 11月20日 | 『Sustainable Banquet』                                     | SMDR ALDELIGHT                |

### シングル
- 1983年 「おいこらお嬢ちゃん/Strollin' with Bones」 (Dead Ball)
- 2020年11月3日 「BIG BUG BOOGIE/ご機嫌目盛」（MHKL-39、GREAT TRACKS / Sony Music Direct (JAPAN) Inc.）メーカーサイト
  - アナログ盤7inch 完全生産限定盤　両B面<SIDE-B>1. BIG BUG BOOGIE　<SIDE-BB>1. ご機嫌目盛

### DVD
- 2009年 『STAGE & BACKDOOR / Jumpin'At The Cuckoo Valley』 (HOT RIVER RECORDS; 6月20日発売)

### 配信
- 2010年 『福田さんはカッコいい』 (HOT RIVER RECORDS; 2月24日iTunes Store配信) - 「吾妻光良 & The Rocking Calypsonians」名義。